# Gisèle Prassinos
Gisèle Prassinos (ur. 26 lutego 1920 w Stambule, zm. 15 listopada 2015) – francuska pisarka oraz poetka związana z surrealizmem. Siostra Mario, malarza.
Urodziła się w Turcji w grecko-włoskiej rodzinie, która przeniosła się do Francji, gdy miała dwa lata. W 1934 roku, gdy miała czternaście lat, jej utworami zachwycił się André Breton. Rok później ukazała się jej pierwsza książka La Sauterelle Arthritique. Kilka innych zostało wydanych jeszcze przed wojną, następnie pisarka miała dłuższą przerwę - ponownie publikować zaczęła dopiero w 1958 roku.
Zajmuje się także sztukami plastycznymi. W Polsce wydano dwie powieści Prassinos - Podróżniczkę i Twarz muśniętą smutkiem.

## Wybrana twórczość
- La Sauterelle Arthritique (1935)
- Quand le Bruit Travaille (1936)
- La Revanche (1939)
- Sondue (1939)
- Le Temps n'est rien (1958)
- Podróżniczka (La Voyageuse 1959)
- La Gonfidente (1962)
- Twarz muśnięta smutkiem (Le Visage Effleuré de Peine 1964)
- Le Grand Repas (1966)
- Les Mots Endormis (1967)
- La Vie la Voix (1971)
- Le Verrou (1987)
- La Table de Famille (1993)